# Vojvođanski pokrajinski izbori 2004. godine
19. kolovoza 2004. je predsjednik Parlamenta APV Nenad Čanak raspisao redovne izbore za zastupnike Parlamenta APV za 19. rujna 2004. Oni se održavaju prema novousvojenom zakonu koji određuje provođenje izbora po kombiniranom sustavu glasovanja. 60 zastupnika se u skupštinu bira prema proporcijskom jednokružnom sustavu, prema kojem je Vojvodina jedna izborna jedinica. U ovom sustavu se glasuje za listu kandidata koju predlaže stranka, koalicija ili grupa građana. Drugih 60 zastupnika se bira po većinskom dvokružnom sustavu, prema kojem je Vojvodina podijeljena na 60 izbornih jedinica tako da svaka općina daje najmanje po jednog zastupnika, dok neke velike, kao što je Novi Sad, daju više (od 2 do 7). U ovom slučaju se glasuje za kandidata u izbornoj jedinici koji može pobijediti u prvom krugu ako osvoji 50%+1 glas od broja izašlih, a ako to nije slučaj, u drugi krug idu dva najbolje plasirana kandidata, od kojih pobjeđuje onaj s više glasova. Izborni prag za stranke je 5% glasova, a za stranke nacionalnih manjina je manji, ovisno o izlaznosti, a najmanje onoliko postotaka glasova koliko je potrebno za dobivanje jednog zastupnika. Obaveza stranaka, koalicija i grupa građana je uključivanje najmanje 30 % žena na izborne liste.
Prvi krug izbora je proveden 19. rujna 2004. u isto vrijeme kada i izbori za gradonačelnika i skupštine grada Novog Sada, kada su održani i lokalni izbori na prostoru cijele republike Srbije (bez AP Kosova i Metohije). Prema izvještajima Pokrajinske izborne komisije (PIK), sva biračka mjesta u Vojvodini su otvorena u 7 i zatvorena u 20 sati i izbori su prošli bez većih kršenja izbornog pravilnika. Prema rezultatima koje je objavila PIK, izlaznost na izbore je bila mala i iznosila je 38.57%. Konačni rezultati prvog kruga će biti objavljeni do 20 sati u utorak, 21. rujna. 
Drugi krug izbora je održan 3. listopada 2004., kada su izabrani i preostali zastupnici Parlamenta.

## Sudionici izbora

### Liste za proporcijski sustav
1. Demokratska stranka [DS] – Boris Tadić
2. Savez vojvođanskih Mađara (Vajdasági Magyar Szövetség) [SVM (VMSZ)] – Kasza József
3. Srpska radikalna stranka [SRS] – Tomislav Nikolić
4. „Zajedno za Vojvodinu” – Nenad Čanak (Vojvođanska unija – Vojvodina moj dom [VU], Liga socijaldemokrata Vojvodine [LSV], Demokratska Vojvodina [DV], Unija socijalista Vojvodine [USV], Vojvođanski pokret [VP], Građanski savez Srbije [GSS], Socijaldemokratska unija [SDU])
5. G17 Plus [G17+] – Miroljub Labus
6. Socijalistička partija Srbije [SPS] – Dušan Bajatović
7. Demokratska stranka Srbije [DSS] – Vojislav Koštunica
8. „Čiste ruke Vojvodine” – Miodrag Isakov (Reformisti Vojvodine [RV], Srpski pokret obnove [SPO], Opor)
9. Politički pokret „Snaga Srbije” [PSS] – Bogoljub Karić
10. Nova Srbija [NS] – Velimir Ilić

### Stranke, koalicije i Grupe građana za većinski sustav
( S bzirom da je veliki broj stranaka, koalicija i grupa građana sudjelovao u prvom krugu izbora, ovdje je dan samo popis (abecednim redom) stranaka, koalicija ili grupa građana koje imaju kandidate u drugom krugu pokrajinskih izbora u jednoj ili više izbornih jedinica)
1. Demokratska stranka [DS]
2. Demokratska stranka Srbije [DSS]
3. Demokratska stranka vojvođanskih Mađara – Vajdasági Magyar Demokrata Párt [DSVM - VMDP]
4. Demokratski savez Hrvata Vojvodine  Arhivirana inačica izvorne stranice od 30. rujna 2004. (Wayback Machine) [DSHV]
5. G17 Plus [G17+]
6. Grupa građana „Dr Jakob”
7. Grupa građana „Mi možemo, mi hoćemo”
8. Grupa građana „Samo najbolje za Inđiju”
9. Grupa građana „Za opštinu Bački Petrovac”
10. Grupa građana „Znanjem i srcem za uspešnu opštinu”
11. Koalicija „Subotica – Naš grad”
12. Koalicija „Zajedno za Vojvodinu”
13. Koalicija „Zdrava Srbija – Pokret za Šid”
14. Koalicija Demokratska stranka, Liga socijaldemokrata Vojvodine, Srpski pokret obnove, Savez vojvođanskih Mađara, Nova Srbija
15. Koalicija Savez vojvođanskih Mađara i Demokratska stranka
16. Politički pokret „Snaga Srbije” [PSS]
17. Reformisti Vojvodine – opštinski odbor Novi Bečej [RV-NB]
18. Reformisti Vojvodine socijaldemokratska partija [RVSDP]
19. Savez vojvođanskih Mađara - Vajdasági Magyar Szövetség [SVM – VMSZ]
20. Socijalistička partija Srbije [SPS]
21. Srpska radikalna stranka [SRS]

## Rezultati izbora

### Izlaznost birača
| Krug | Upisanih birača | Izašlih birača | %       |
| I    | 1 659 177       | 639 604        | 38.57 % |
| II   | 1 659 152       | 637 259        | 38.45%  |

### Rezultati stranaka u proporcijskom jednokružnom sustavu
Izbori su provedeni na 1667 birališta u Vojvodini.
| Redni broj | Lista                           | Broj osvojenih glasova | %       | Broj osvojenih mandata |
| 1.         | Demokratska stranka             | 137 797                | 21.54%  | 15                     |
| 2.         | Savez vojvođanskih Mađara       | 54 380                 | 8.50 %  | 6                      |
| 3.         | Srpska radikalna stranka        | 187 666                | 29.34 % | 21                     |
| 4.         | „Zajedno za Vojvodinu”          | 60 389                 | 9.44 %  | 6                      |
| 5.         | G17+                            | 30 985                 | 4.84 %  | 0                      |
| 6.         | Socijalistička partija Srbije   | 37 111                 | 5.80 %  | 4                      |
| 7.         | Demokratska stranka Srbije      | 43 077                 | 6.74 %  | 4                      |
| 8.         | „Čiste ruke Vojvodine”          | 14 666                 | 2.29 %  | 0                      |
| 9.         | Politički pokret „Snaga Srbije” | 42 813                 | 6.69 %  | 4                      |
| 10.        | Nova Srbija                     | 8 783                  | 1.37 %  | 0                      |

### Rezultati stranaka u većinskom dvokružnom sustavu
(uz mandate, u tabeli je dano i u kojim općinama (izbornim jedinicama) su mandati dobiveni)
| No. | Stranka, koalicija ili GG                                                                                     | Broj osvojenih mandata | Opcine |
| 1.  | Demokratska stranka                                                                                           | 21                     | Alibunar, Bač, Vršac, Zrenjanin 1, Irig, Kikinda 2, Kovačica, Nova Crnja, Novi Sad 2 3 4 5 i 6, Opovo, Pančevo 1 2 i 3, Pećinci, Sombor 2, Srbobran, Titel |
| 2.  | Demokratska stranka Srbije                                                                                    | 3                      | Bela Crkva, Beočin, Sombor 1 |
| 3.  | Demokratska stranka vojvođanskih Mađara                                                                       | 1                      | Subotica 1 |
| 4.  | Demokratski savez Hrvata u Vojvodini Arhivirana inačica izvorne stranice od 30. rujna 2004. (Wayback Machine) | 0                      | – |
| 5.  | G17+ | 2                      | Senta, Srijemski Kralovci |
| 6.  | GG „Dr Jakob”                                                                                                 | 0                      | – |
| 7.  | GG „Mi možemo, mi hoćemo”                                                                                     | 1                      | Plandište |
| 8.  | GG „Samo najbolje za Inđiju”                                                                                  | 1                      | Inđija |
| 9.  | GG „Za opštinu Bački Petrovac”                                                                                | 1                      | Bački Petrovac |
| 10. | GG „Znanjem i srcem za uspešnu opštinu”                                                                       | 1                      | Ada |
| 11. | Koalicija DS – LSV – SPO – SVM – NS                                                                           | 0                      | – |
| 12. | Koalicija DS – SVM                                                                                            | 0                      | – |
| 13. | Koalicija „Subotica – naš grad”                                                                               | 1                      | Subotica 2 |
| 14. | Koalicija „Zajedno za Vojvodinu”                                                                              | 1                      | Zrenjanin 2 |
| 15. | Koalicija „Zdrava Srbija – Pokret za Šid”                                                                     | 0                      | – |
| 16. | Politički pokret „Snaga Srbije”                                                                               | 3                      | Kovin, Novi Kneževac, Čoka |
| 17. | Reformisti Vojvodine – o.o. Novi Bečej                                                                        | 1                      | Novi Bečej |
| 18. | Reformisti Vojvodine                                                                                          | 1                      | Kanjiža |
| 19. | Savez vojvođanskih Mađara                                                                                     | 5                      | Bačka Topola, Bečej, Subotica 3-4, Mali Iđoš |
| 20. | Socijalistička partija Srbije                                                                                 | 3                      | Apatin, Žitište, Odžaci |
| 21. | Srpska radikalna stranka                                                                                      | 13                     | Bačka Palanka, Vrbas, Žabalj, Zrenjanin 3, Kikinda 1, Kula, Novi Sad 1 i 7, Ruma, Srijemska Mitrovica, Stara Pazova, Temerin, Šid                          |

### Sastav pokrajinskog parlamenta
| Stranka, koalicija ili GG               | Broj mandata | Poslanici |
| Demokratska stranka                     | 35           | Petar Andrejić, Dragan Arsić, Tomislav Bogunović, Csila Borsos, Tomislav Ćirković, Savo Dobranić, Mirko Dobrosavljević, Milan Dunđerski, Dušan Elezović, Miloš Gagić, Miroslav Grubanov, Milenko Ilić, Zoran Jeminović, Jelena Jevtić, Zdenkoa Jokić, Stevan Kesejić, Siniša Kojić, Svetlana Lukić, Ján Majorský, Miodrag Maksić, Milan Mićić, Zlatimir Momirov, Đura Mucenski, Radovan Ninković, Borislav Novaković, Bojan Pajtić, Dragoslav Petrović, Dušan Popović, Dujo Runje, Györgyi Szölesy, Darija Šajin, Kuzman Turcoane, Goran Vasić, Aleksandar Vig, Vladimir Vuković, Martin Zloch, Sava Svirčević1 |
| Srpska radikalna stranka                | 34           | Aroksalaši Tibor (Árokszálasy Tibor), Avramov Mita, Bečić Igor, Blažić Branislav, Boškov Veronika, Bozalo Dragan, Brkić Suzana, Dobričinac Siniša, Đurđevac Ljiljana, Đuričić Tihomir, Fabrik Vesna, Gojković Maja, Jovanović Mladen, Kišmarton Oto (Kismarton Ottó), Komazec Srđo, Koprivica Mladen, Kosanović Perica, Latovljev Dragana, Makivić dr Milenko, Mihajlov Đorđe, Miliković Goran, Mirčić Milorad, Mirović Igor, Mrđa Rajko, Nikolić Duško, Nikolić Srđan, Petaković Danijel, Popović dr Milijan, Prodanov Slađana, Santovac Saša, Šajinović Spasoje, Šijan Dušan, Tajdić Goran, Tintor Stojan     |
| Savez vojvođanskih Mađara               | 11           | Bunjik Zoltan (Bunyík Zoltán), Buš Oto (Bus Ottó), Sombati mr Zoltan (Szombáti Zoltán), Takač Marta (Takács Márta), Laslo Gizela (Lászlo Gizela), Pap Erne (Pap Ernő), Egereši Šandor (Egeresy Sándor), Jakab Tibor (Jakáb Tibor), Korhec dr Tamaš (Korhec dr Tamáš), Halgato Šandor (Halgato Sándor), Tot dr Tivadar (Tóth dr Tivadar) |
| Socijalistička partija Srbije           | 8            | Bajatović Dušan, Belić dr Branislava, Bogdanović Dorđe, Kuzman Dragan, Nikolić Aleksandar, Smiljanić dr Živorad, Vasić Milena, Vučetić Željko |
| Koalicija „Zajedno za Vojvodinu”        | 7            | Nenad Čanak, Jakovljev Dušan, Kurjački mr Igor, Miškovic Stevan, Ozer dr Đerđ (György dr Ózer), Sedlarević Maja, Vaš Tibor (Vás Tibor) |
| Demokratska stranka Srbije              | 6            | Aleksić Milan, Božić mr Dragan, Bubalo dr Predrag, Godomirov Mirko, Radusinović dr Velibor, Stančić Donka |
| Politički pokret „Snaga Srbije”         | 7            | Agošton Ferenc (Ágoston Ferenc), Bašić prof dr Đorđe, Ciacek Jasminka, Ćirović Nikola, Simić dr Tihomir, Sujić Aleksandra, Zorić Gordana |
| Reformisti Vojvodine                    | 2            | Đukičin Aca, Tači Bela (Tacsi Béla) |
| G17 Plus                                | 2            | Jadranka Belja-Balaban, József Sándor |
| GG „Mi hoćemo, mi možemo”               | 1            | Selaković Ilija |
| GG „Znanjem i srcem za uspešnu opštinu” | 1            | Mičiz Jozef |
| GG „Za opštinu Bački Petrovac”          | 1            | Severinji Pavel (Pavel Severini) |
| Demokratska stranka vojvođanskih Mađara | 1            | Đula Laslo (Gyula Lászlo) |
| Koalicija „Subotica – naš grad”         | 1            | Bajić Mirko |

1Sava Svirčević je izabran na listi DSS-a, ali je nakon konstituiranja Skupštine APV prešao u zastupnicki klub DS-a.

## Poveznice
- Pokrajinska izborna komisija  Arhivirana inačica izvorne stranice od 11. listopada 2004. (Wayback Machine)